# 高宮町 (彦根市)

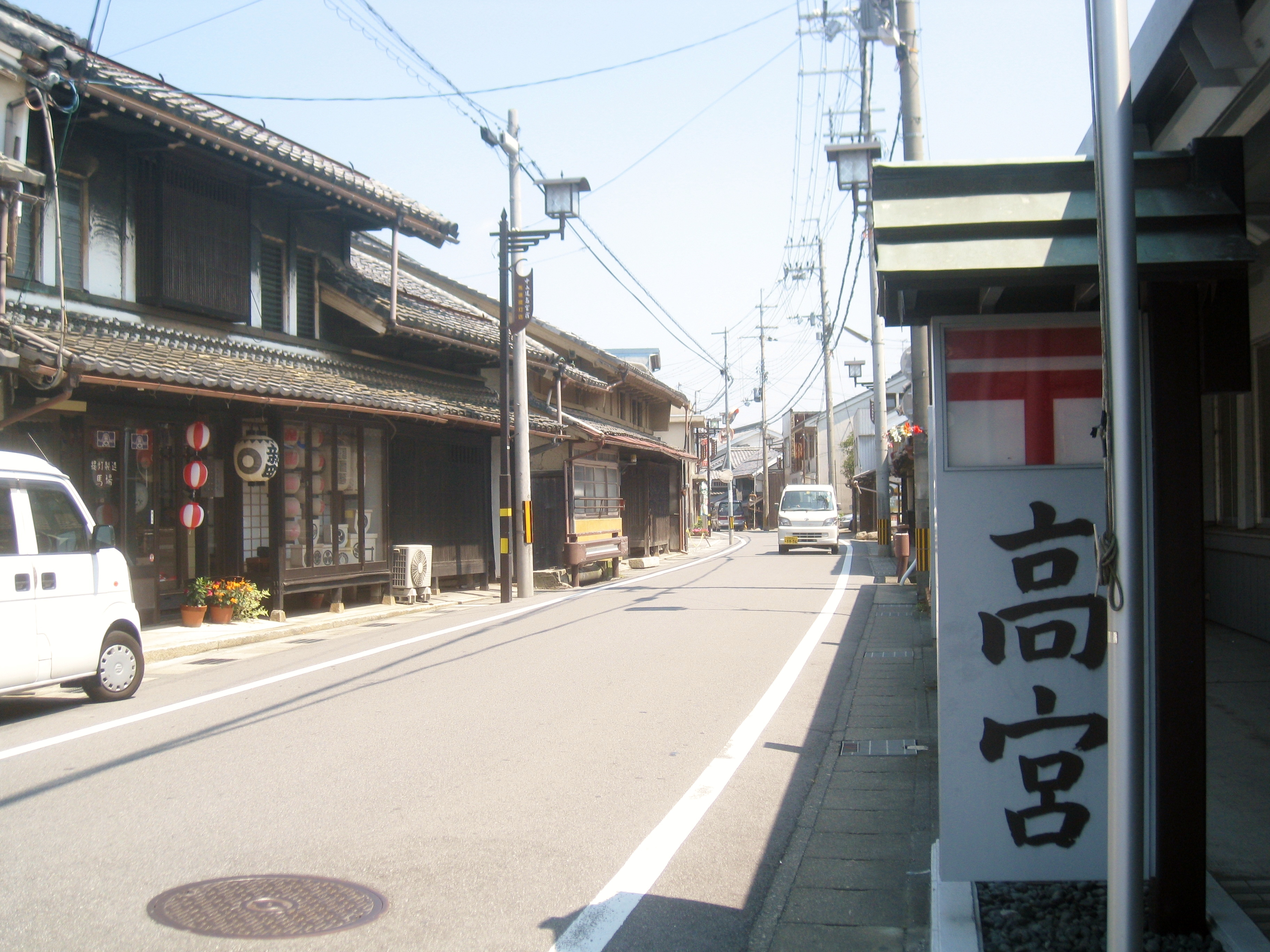
高宮町の町並み

高宮町（たかみやちょう）は、滋賀県彦根市の町丁。本項ではかつて同区域に存在した犬上郡高宮村（たかみやむら）、高宮町（たかみやちょう）についても記す。

## 地理
彦根市の中南部に所在し、南西を犬上川が流れる。北で大堀町・東沼波町・小泉町・竹ヶ鼻町、西で宇尾町、南で広野町・犬方町・法士町に接する。中心部に近江鉄道本線・多賀線の高宮駅、多賀線のスクリーン駅が所在する。また、南東から北西に国道8号と旧中山道（一部は滋賀県道528号彦根環状線）が、北東から南西に滋賀県道224号多賀高宮線 - 528号彦根環状線が通過するほか、国道8号と高宮駅を滋賀県道223号高宮停車場線が結ぶ。

### 河川
- 犬上川

## 歴史
- 幕末時点では犬上郡高宮村であった。「旧高旧領取調帳」の記載によると彦根藩領。
- 明治4年
  - 7月14日（1871年8月29日） - 廃藩置県により彦根県の管轄となる。
  - 11月22日（1872年1月2日） - 第1次府県統合により、全域が長浜県の管轄となる。
- 明治5年
  - 2月27日（1872年4月4日） - 長浜県が改称して犬上県となる。
  - 9月28日（1872年10月30日） - 滋賀県の管轄となる。
- 1874年（明治7年）10月 - 高宮村の一部が分立して呉竹村（現・甲良町）となる。
- 1889年（明治22年）4月1日 - 町村制の施行により、近世以来の高宮村が単独で自治体を形成。
- 1912年（大正元年）9月10日 - 高宮村が町制施行して高宮町となる。
- 1957年（昭和32年）4月3日 - 彦根市に編入。同日自治体としての高宮町廃止。

## 世帯数と人口
2019年（平成31年）4月1日現在の世帯数と人口は以下の通りである。
| 町丁   | 世帯数    | 人口    |
| ------ | --------- | ------- |
| 高宮町 | 3,679世帯 | 8,190人 |

### 人口の変遷
国勢調査による人口の推移。
| 1995年（平成7年）  | 5,122人 | [ 5 ] |  |
| 2000年（平成12年） | 5,713人 | [ 6 ] |  |
| 2005年（平成17年） | 5,713人 | [ 7 ] |  |
| 2010年（平成22年） | 7,320人 | [ 8 ] |  |
| 2015年（平成27年） | 7,874人 | [ 9 ] |  |

### 世帯数の変遷
国勢調査による世帯数の推移。
| 1995年（平成7年）  | 1,647世帯 | [ 5 ] |  |
| 2000年（平成12年） | 2,034世帯 | [ 6 ] |  |
| 2005年（平成17年） | 2,034世帯 | [ 7 ] |  |
| 2010年（平成22年） | 3,135世帯 | [ 8 ] |  |
| 2015年（平成27年） | 3,338世帯 | [ 9 ] |  |

## 学区
市立小・中学校に通う場合、学区は以下の通りとなる。
| 番・番地等 | 小学校             | 中学校             |
| ---------- | ------------------ | ------------------ |
| 全域       | 彦根市立高宮小学校 | 彦根市立彦根中学校 |

## 交通

### 鉄道
- 近江鉄道
  - 本線
    - 高宮駅

  - 多賀線
    - 高宮駅 - スクリーン駅

上記のほか、西日本旅客鉄道の東海道本線（琵琶湖線）が北西端を通過するが、駅は所在しない。
ただし、そこから彦根方面に500mほどの場所に南彦根駅が所在し、北西部からは近江鉄道沿線よりこちらが近い。

### バス
- 湖国バス
  - ブリヂストン線（BS線）
    - 41：南彦根駅西口 - 南彦根駅東口 - 高宮北口 - ブリヂストン彦根工場 - 大日本スクリーン - 多賀大社前駅（下り平日朝・上り平日夕のみ運転）
    - 42：南彦根駅西口 - 南彦根駅東口 - 高宮北口 - ブリヂストン彦根工場 - 多賀大社前駅

### 道路
- 滋賀県道223号高宮停車場線
- 滋賀県道224号多賀高宮線
- 滋賀県道528号彦根環状線

## 施設
- ブリヂストン彦根工場
- SCREENホールディングス彦根事業所
- 彦根市立高宮小学校
- 彦根市立高宮幼稚園
- 高宮郵便局
- 滋賀処理センター
- 圓照寺
- 圓成院
- 東福寺
- 高宮寺
- 徳性寺
- 妙蓮寺
- 瑞穂神社
- 高宮神社

## その他

### 日本郵便
- 郵便番号 : 522-0201[3]（集配局：高宮郵便局[11]）。